# 荷絲
荷絲，是台灣魯凱族萬山部落（Oponoho，位於今高雄市茂林區）傳說中的一位布農族女性，因為吃蛇肉而被身為魯凱族人的夫家驅逐，並創造了萬山岩雕。

## 身世
荷絲來自雁爾部落（Kalʉvʉnga/Ngani，位於高雄市桃源區），是拉達烏龍安（Lada'ulongan）氏族的公主，她跟萬山部落的頭目家族拉巴烏賴（Laba'ulai/Latavelengau）家的男性取理達格結婚。由於在原生部落的生活習慣影響，她有吃蛇肉的習慣。值得一提的是，雁爾部落在現代其實被歸為拉阿魯哇族的部落，跟傳說不同。

## 傳說

### 異樣
魯凱族的傳統觀念中，人的靈魂死後會變成蛇、因此蛇是祖靈的象徵，特別是百步蛇的地位更是重要。而據說在當時的拉巴烏賴家裡就存在著許多百步蛇和虎頭蜂，牠們和家族的人員住在一起，卻都能相安無事。而在荷絲嫁進家門後，因為自身習慣和不明白魯凱族的習俗，經常會吹口哨招來百步蛇後將他們殺死並料理給丈夫和其他家人吃，不知不覺吃下百步蛇的魯凱族人們因此受到詛咒而日顯消瘦，察覺不對勁的他們因此偷看荷絲煮飯，這才發現事情的原委。

### 畫岩畫
吃蛇的事情被發現後，憤怒的拉巴烏賴家將她驅逐出去，荷絲以為丈夫在氣消後就會把自己帶回去，因此先後在「祖布里里」（copilrili）、「大軋拉烏」（takalravoe）和「孤巴察峨」（kopaca'e）等，並且因為等得很無聊而在石頭上留下了岩雕，其中女性人像的岩雕還是她自己躺上去而形成的。不過最終取理達格仍然沒有出現，她最後只好回到自己生長的部落中，而在移動過程中她抓蛇來吃並吐出的蛇骨都變成了小蛇，因此那些地方的蛇特別多。

### 兩族決裂
布農族人在知道荷絲被趕回來而感到相當生氣，憤而攻打魯凱族，原本關係很好的兩族就此決裂。

### 其他說法
另有版本認為荷絲其實是知道魯凱族人對百步蛇的崇拜態度，但因為喜歡吃蛇肉，她都偷偷自己殺來吃，也因此不跟夫家的人同席並讓他們感到懷疑；另外對於萬山岩雕的來源，也有「紀錄族人遷移歷史」或「獵人打獵無聊時刻下來的」的說法。